# Achille Ngoye
Pour les articles homonymes, voir Ngoye.
Achille Ngoye est un journaliste, chroniqueur et écrivain kino-congolais né en 1944 dans la province du Katanga.

## Biographie
Achille Ngoye est né en 1944 près de Likasi, dans la province minière du Katanga en République démocratique du Congo. Après des études secondaires dans un collège catholique des pères Jésuites, il décide de se lancer dans les études de journalisme. Il a travaillé comme journaliste culturel et chroniqueur à Kinshasa où il a créé la revue Jeune pour jeune, un magazine pour les professionnels de la bande dessinée au Congo. Certaines de ses œuvres ont été publiées dans la célèbre Série noire de chez Gallimard, ce qui a fait de lui le premier écrivain d’Afrique noire à être publié dans cette catégorie. Il vit actuellement en exil en France où il continue de publier des nouvelles, des romans et des poèmes.

## Œuvres
- 1967: Plaintes. Les quarantaines, Éditions Belles-Lettres, Kinshasa, poésie.
- 1980: Treich-abobo, Éditions Le Serpent à plumes, Paris, nouvelle.
- 1993: Kin-la-Joie, Kin-la-Folie, Éditions  L’Harmattan, Paris,  (ISBN 2-7384-1766-3), 191 pages[1].
- 1996: Agence Black Bafoussa, Série noire no 2413, Éditions Gallimard, Paris, roman[2].
- 1998: Sorcellerie à bout portant, Série noire no 2486, Éditions Gallimard, Paris, roman[3].
- 1998: Yaba terminus, Éditions Le Serpent à plumes, Paris, nouvelle.
- 2000: « Le voyage initiatique » in La voiture est dans la pirogue ouvrage collectif, Éditions Le bruit des autres, Limoges.
- 2001: Big Balé, Éditions Le Serpent à plumes, Paris, nouvelles.
- 2001: Ballet noir à Château-Rouge, Série noire no 2618, Éditions Gallimard, Paris, roman.
- 2002: « Cacaba round » in Bleu-Blanc-Sang, Éditions Fleuve Noir, Paris, nouvelle.
- 2002: « Frère de même père même mère » in Nouvelles voix d’Afrique ouvrage collectif, Hoëbeke, Paris, nouvelle.
- 2005: « Rétro bulles » in KwaK n°1, recueil collectif, Éditions du Panama, nouvelle.
- 2005: « Père déshabillé » in Les Boucs émissaires, ouvrage collectif, Images Interculturelles, Montréal, nouvelle.
- 2006: « Sales nuits pour Maggy » in Le camp des innocents, recueil collectif, Lansman Éditeur/CEC, Carnières-Bruxelles, nouvelle,  (ISBN 2-87282-517-7).

## Récompenses
- Prix littéraire Williams Sassine pour l’œuvre collective Le Camp des innocents[4]